# Quảng Phước
Quảng Phước là một xã thuộc huyện Quảng Điền, thành phố Huế, Việt Nam.
Xã có diện tích 12,88 km², dân số năm 1999 là 7311 người, mật độ dân số đạt 568 người/km².

## Hành chính
Từ năm 2019, xã Quảng Phước có 6 thôn:
1. Hà Đồ-Phước Lập
2. Lâm Lý
3. Mai Dương
4. Khuông Phò
5. Thủ Lễ 2
6. Thủ Lễ 3